# Судьбинка
Судьби́нка —  село в Україні, у Троїцькій селищній громаді Сватівського району Луганської області. Населення становить 20 осіб. Орган місцевого самоврядування — Воєводська сільська рада.

## Населення

### Мова
Розподіл населення за рідною мовою за даними перепису 2001 року:
| Мова       | Кількість | Відсоток |
| ---------- | --------- | -------- |
| українська | 17        | 85%      |
| російська  | 3         | 15%      |
| Усього     | 20        | 100%     |